# Головино (Щёлковский район)
Головино — деревня в Щёлковском районе Московской области России, входит в состав городского поселения Фряново. Население — 224 чел. (2010).

## География
Деревня Головино расположена на северо-востоке Московской области, в северо-восточной части Щёлковского района, примерно в 50 км к северо-востоку от Московской кольцевой автодороги и 35 км от одноимённой железнодорожной станции города Щёлково, по правому берегу реки Ширенки бассейна Клязьмы.
В 1 км южнее деревни проходит Фряновское шоссе Р110, в 9 км к северо-востоку — Московское большое кольцо А108, в 16 км к юго-западу — Московское малое кольцо А107, в 31 км к югу — Горьковское шоссе М7.
Ближайшие населённые пункты — деревня Аксёново и рабочий посёлок Фряново.
В деревне одна улица — Гришаева, приписано садоводческое товарищество (СНТ).

## Население
| 1852 | 1859 | 1869 | 1899 | 1926 | 2002 | 2006 |
| ---- | ---- | ---- | ---- | ---- | ---- | ---- |
| 221  | ↘204 | ↘198 | ↘97  | ↗386 | ↘199 | ↗202 |
| 2010 |      |      |      |      |      |      |
| ↗224 |      |      |      |      |      |      |

## История
В середине XIX века деревня относилась ко 2-му стану Богородского уезда Московской губернии и принадлежала генерал-майорше Доминике Степановне Асланович. В деревне было 25 дворов, крестьян 109 душ мужского пола и 112 душ женского.
В «Списке населённых мест» 1862 года — владельческая деревня 2-го стана Богородского уезда Московской губернии по левую сторону Стромынского тракта (из Москвы в Киржач), в 38 верстах от уездного города и 33 верстах от становой квартиры, при реке Шаренке, с 31 двором и 204 жителями (101 мужчина, 103 женщины).
По данным на 1869 год — сельцо Аксёновской волости 3-го стана Богородского уезда с 38 дворами, 39 деревянными домами, хлебным запасным магазином и 198 жителями (91 мужчина, 107 женщин), из которых 8 грамотных. Имелось 19 лошадей и 23 единицы рогатого скота.
В 1913 году — 38 дворов.
По материалам Всесоюзной переписи населения 1926 года — центр Головинского сельсовета Аксёновской волости Богородского уезда в 1 км от Фряновского шоссе и 40 км от станции Щёлково Северной железной дороги, проживало 386 жителей (187 мужчин, 199 женщин), насчитывалось 67 хозяйств (65 крестьянских).
С 1929 года — населённый пункт Московской области в составе:
- Головинского сельсовета Щёлковского района (1954—1959, 1960—1963, 1965—1994)[16][17][18],
- Головинского сельсовета Балашихинского района (1959—1960)[16][19],
- Головинского сельсовета Мытищинского укрупнённого сельского района (1963—1965)[20],
- Головинского сельского округа Щёлковского района (1994—2006)[18],
- городского поселения Фряново Щёлковского муниципального района (2006 — н. в.)[21][22].